# J.U.F.
J.U.F. (Jüdisch-Ukrainische Freundschaft) – album zrealizowany w wytwórni Stinky Records w 2004 roku – wspólny projekt muzyczny zespołów: Gogol Bordello oraz Balkan Beat Box z Tamirem Muskatem. Nazwa J.U.F. inspirowana była nazwą NRD-owskiej organizacji Deutsch-Sowjetische Freundschaft, odpowiednika Towarzystwa Przyjaźni Polsko-Radzieckiej.

## Lista utworów
1. „Gypsy Part of Town” – 4:55
2. „When I Was a Little Spy” – 4:53
3. „Super Rifle (Balkan Express Train Robbery)” – 5:02
4. „J.U.F. Dub” – 4:33
5. „Bassar (Spanish Car Service Special)” – 3:31
6. „Last Wish of the Bride” – 4:58
7. „Onto Transmigration” – 5:44
8. „Balkanization of Amerikanization” – 5:20
9. „Roumania” – 3:34
10. „Panic So Charming (What the Fuck Style)” – 3:53
11. „Samiao’s Day” – 2:55
12. „Muskat (Slishal, No Ne Zapisal)” – 5:32